# Galzinia cystidiata
Galzinia cystidiata är en svampart som beskrevs av S.S. Rattan & Abdullah 1977. Galzinia cystidiata ingår i släktet Galzinia och familjen Corticiaceae.   Inga underarter finns listade i Catalogue of Life.